# Lycium
Lycium es un género de la familia Solanaceae, que comprende 83 especies distribuidas en zonas subtropicales, generalmente áridas y secas, por todo el globo. El fruto de algunas especies se emplea en la medicina tradicional china como remedio para los problemas de circulación sanguínea, recibiendo el nombre de gouqizi (枸杞子)
Se trata de plantas generalmente arbustivas, a veces espinosas, de hojas alternas, simples, con flores solitarias o en grupos reducidos, con corola acampanada y estambres soldados a esta. La polinización suele ser entomófila o mediante aves, gracias a la presencia de un disco nectarífero intraestaminal. El fruto suele ser una baya indehiscente.

## Especies
La distribución geográfica de su diversidad es tal que en Norteamérica hay unas 20 especies, 30 en Sudamérica, 30 en África, 10 en Eurasia y una en Australia.
Lista parcial:
| - Lycium acutifolium - Lycium afrum - Lycium ameghinoi - Lycium amoenum - Lycium andersonii - Lycium arenicola - Lycium australe - Lycium barbarum - Lycium bosciifolium - Lycium berlandieri - Lycium californicum - Lycium carolinianum - Lycium chilense - Lycium chinense - Lycium cinereum - Lycium cuyanae - Lycium decumbens - Lycium depressum - Lycium eenii - Lycium europaeum - Lycium exsertum - Lycium ferocissimum - Lycium foetidum - Lycium fremontii | - Lycium gariepense - Lycium grandicalyx - Lycium horridum - Lycium hirsutum - Lycium intricatum - Lycium macrodon - Lycium mascarenense - Lycium nodosum - Lycium oxycarpum - Lycium pallidum - Lycium pilifolium - Lycium pumilum - Lycium ruthenicum - Lycium sandwicense - Lycium schizocalyx - Lycium schweinfurthii - Lycium shawii - Lycium sokotranum - Lycium strandveldense - Lycium tenue - Lycium tenuispinosum - Lycium tetrandrum - Lycium villosum |